# District de Goseong (Gangwon)
Pour les articles homonymes, voir District de Goseong.
Le district de Goseong est un district de la province du Gangwon, en Corée du Sud. Il est découpé en 2 eup et 3 myeon.

## Géographie

### Localisation
Le district de Goseong est situé dans la province de Gangwon, au nord-est de la Corée du Sud. L'est du district est bordé par la mer du Japon, alors que le nord est séparé de la Corée du Nord par la ligne de démilitarisation. À l'ouest se trouve le disctrict d'Inje et au sud la ville de Sokcho.
Il se trouve à 2h30, par la route, de Séoul la capitale et à plus de 5h de Busan, la deuxième plus grande ville du pays.

### Topographie
Le district de Goseong est situé sur la chaîne des monts Taebaeks qui longe la côte est coréenne. Plusieurs rivières y prennent d'ailleurs leur source dont la rivière Soyang, qui rejoint le Han dans les terres. Goseong possède aussi de nombreux lacs, et une partie du Parc National de Seoraksan (en), qu'il partage avec le district d'Inje et la ville de Sokcho.
La côte du district s'étend sur 68 km ce qui représente 21 % de la côte totale de la province de Gangwon.

### Climat
Le climat dans le district est influencé par les montagnes et par la mer. Les hiver y sont notamment plus doux que dans le reste du pays. La température moyenne en août est de 24,1 °C, mais elle chute à -1,6 °C en janvier. La température moyenne sur l'année est de 11,3 °C, tandis que le taux de précipitation annuelle est de 1 100 mm. La température la plus élevée enregistrée dans le district est de 36,5 °C (1942) et la plus froide de -21 °C.
La région est aussi régulièrement frappée par des typhons de juin à septembre, venant de la mer du Japon.

## Histoire
Lorsque le 2 septembre 1945, les États-Unis et l’Union soviétique divisent la péninsule coréenne sur la 38e ligne, toute la région du district de Goseong passe sous le contrôle soviétique. À l'issue de la guerre de Corée en 1953, le sud du district est intégré à la Corée du Sud, alors que le nord se trouve en Corée du Nord, sous le nom de Kosong.

## Démographie
Le district est divisé en deux bourgs (eup), et trois communes rurales (myeon).  La population du district de Goseong est de 28 392 personnes en 2019. 50 % de la population vit dans les eup de Gansung (ko) et Geojin (ko), et 27 % vivent dans le myeon le plus au sud à proximité de la ville de Sokcho. Le nord et les parties montagneuses de l'est n'étant quasiment pas peuplé.
| 1997   | 2002   | 2007   | 2012   | 2017   | 2019   |
| ------ | ------ | ------ | ------ | ------ | ------ |
| 37.429 | 33.818 | 30.794 | 30.516 | 30.871 | 28.392 |

La population du district est en constante diminution et est vieillissante : 65.6 % des habitants ont plus de 65 ans, alors que seulement 7.4 % a moins de 15 ans. La population compte aussi peu d'étranger (4 %).

## Économie
Les plaines du sud-est sont propices à l'agriculture. On y cultive des pommes de terres et du riz. On y pratique aussi de l'élevage, l'apiculture et la sériciculture.
La pêche est aussi une activité importante, puisque 10 % de la population en vit. On retrouve ainsi plusieurs ports de pêche sur la côte du district.

## Tourisme
En raison de la division entre les deux Corée, de nombreuses attractions touristiques et culturelles ne sont pas développées au nord du pays, notamment autour du Kumgangsan situé en Corée du Nord. Ce dernier est cependant observable depuis l'Observatoire de la réunification. Il est aussi possible de visiter certaines parties de la zone démilitarisé.
Les plages du district attirent aussi de nombreux touristes l'été, dont une grande partie venant de Séoul.

## Jumelages
- Gangbuk-gu (Corée du Sud) ;
- Jixi (Chine).